# Bobby Lashley
Franklin Roberto Lashley (Junction City (Kansas), 16 juli 1976), beter bekend als Bobby Lashley, is een Amerikaans professioneel worstelaar en MMA-vechter, die als worstelaar, sinds 2018 actief is in de World Wrestling Entertainment. Hij was eerder reeds lid van de federatie van 2005 en 2008. Naast het worstelen, legde hij ook een focus in MMA en raakte betrokken bij organisaties zoals Strikeforce en Bellator MMA. Ook was hij best bekend van zijn tijd bij Total Nonstop Action Wrestling (TNA).
Lashley debuteerde in 2005 bij WWE en won eenmaal het WWE United States Championship. Na de WWE-draft, werd Lashley verwezen naar de brand (merk) ECW en werd 2-voudig ECW World Champion, de eerste Afro-Amerikaan die het kampioenschap wist te bemachtigen. Lashley had een vete met Vince McMahon. waarbij Donald Trump ook bij betrokken was in een "Battle of the Billionaires"-wedstrijd bij het evenement WrestleMania 23. Na zijn terugkeer in 2018, won Lashley voor de tweede keer het United States Championship en nog twee keer het Intercontinental Championship. Later de jaren, bekwam Lashley een 2-voudig WWE Champion, waarvan de laatste keer, nog recent, bij het evenement Royal Rumble in januari 2022. Hiermee is hij de derde Afro-Amerikaan die het kampioenschap wist te bemachtigen (na The Rock en Kofi Kingston).
Lashley boekte tevens ook zeer groot succes bij Total Nonstop Action Wrestling (TNA). In TNA is Lashley een 4-voudig TNA/Impact World Heavyweight Championship, waarvan de eerste keer bij een aflevering van Impact Wrestling tegen toenmalig titelhouder Eric Young. Hij is hiermee de eerste Afro-Amerikaan die dat kampioenschap wist te bemachtigen. Tevens is hij een voormalige TNA X Division Champion en de laatste TNA King of the Mountain Champion.
Ook heeft Lashley een carrière gevolgd in het amateur worstelen, oftewel mat worstelen. Lashley was o.a. bekend in de International Federation of Associated Wrestling Styles (nu bekend als United World Wrestling (UWW)), International Military Sports Council en USA Wrestling. Lashley is een 2-voudig Armed Forces Champion op zowel goud als zilver.
In MMA heeft Lashley een record 15-2, waarvan 6 overwinningen op KO en submission. Hij werkte voor Strikeforce, Titan Fighting Championship, Shark Fights, Bellator MMA en de Indiase MMA-organisatie Super Fight League (SFL).
Lashley was headliner voor meerdere pay-per-view (PPV) evenementen voor WWE en TNA/Impact, waaronder Slammiversary (2016), Bound for Glory (2016), Slammiversary XV (2017), Hell in a Cell (2021) en WWE Day 1. Hij is een van de twee worstelaars die het WWE, ECW en TNA/Impact World Championship heeft gewonnen naast Rob Van Dam. Tussen WWE, ECW en TNA/Impact is Lashley een 8-voudig World Champion, waarvan een 2-voudig WWE Champion, 2-voudig ECW World Champion en 4-voudig TNA/Impact World Heavyweight Champion.

## MMA record
| Uitsplitsing van professionele records | Uitsplitsing van professionele records | Uitsplitsing van professionele records |
| -------------------------------------- | -------------------------------------- | -------------------------------------- |
| 17 wedstrijden                         | 15 overwinningen                       | 2 nederlagen                           |
| Door knockout                          | 6                                      | 1                                      |
| Door submission                        | 6                                      | 0                                      |
| Beslissing                             | 3                                      | 1                                      |

## In worstelen
- Afwerking bewegingen
  - Dominator (Standing inverted front powerslam or a running front powerslam)
  - Spear
  - Clothesline
  - Hurt Lock (Full Nelson)
- Kenmerkende bewegingen
  - Double leg takedown
  - Fallaway slam
  - Kneeling backbreaker rack drop
  - Military press dropped into either a front powerslam
  - Meerdere suplex variaties
    - Exploder
    - Flipping release German
    - Gutwrench
    - One–armed delayed vertical, with theatrics
    - Overhead belly to belly

  - Shoulder block
  - Standing or a spinning spinebuster
  - Flatliner

## Prestaties

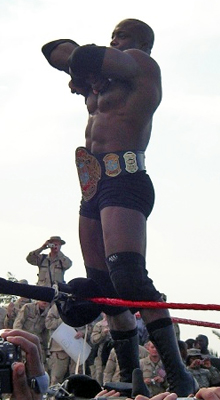
Lashley is een 2-voudig ECW World Champion.

### Amateur worstelen
- International Federation of Associated Wrestling Styles
  - NYAC Christmas Tournament Senior Freestyle Silver Medalist (2001)
- International Military Sports Council
  - CISM Armed Forces Championships Senior Freestyle Gold Medalist (2003)
  - CISM Armed Forces Championships Senior Freestyle Silver Medalist (2002)
  - CISM Military World Championships Senior Freestyle Silver Medalist (2002)
- USA Wrestling
  - Third in the USA World Team Trials Senior Freestyle (2003)
- National Association of Intercollegiate Athletics
  - NAIA All-American (1995, 1996, 1997, 1998)
  - NAIA Collegiate National Championship (1996, 1997, 1998)
- Kansas Wrestling Coaches Association
  - KWCA Collegiate Wrestler of the Year (1998)
- National High School Coaches Association
  - NHSCA Senior All-American (1994)
- Kansas State High School Activities Association
  - KSHSAA 6A All-State (1993, 1994)
  - KSHSAA 6A High School State Championship (1994)
  - KSHSAA 6A High School State Championship Runner-up (1993)

### MMA
- Shark Fights
  - Shark Fights Heavyweight Championship (1 keer)
- Xtreme Fight Night
  - XFN Heavyweight Championship (1 keer)

### Professioneel worstelen
- Alabama Wrestling Federation
  - AWF Tag Team Championship (1 keer) – met The Boogeyman
- Italian Wrestling Superstar
  - IWS Heavyweight Championship (1 keer)
- Pro Wrestling Illustrated
  - Most Improved Wrestler of the Year (2006)
  - Rookie of the Year (2005)
  - Gerangschikt op nummer 3 van de top 500 singles worstelaars in de PWI 500 in 2021
- Total Nonstop Action Wrestling/Impact Wrestling
  - TNA/Impact World Heavyweight Championship (4 keer)[10]
  - TNA King of the Mountain Championship (1 keer, laatste)[10]
  - TNA X Division Championship (1 keer)[10]
  - TNA Championship Series (2009)
  - TNA Joker's Wild (2015)
- WWE
  - WWE Championship (2 keer)[10]
  - ECW World Championship (2 keer)[10]
  - WWE Intercontinental Championship (2 keer)[10]
  - WWE United States Championship (2 keer)[10]
  - Slammy Award (1 time)
    - Trash Talker of the Year (2020) as The Hurt Business, shared with Lacey Evans